# Passifloraceae
Passifloraceae Juss. ex Roussel, 1806 è una famiglia di piante dell'ordine Malpighiales.

## Descrizione
Si tratta talvolta di alberi o arbusti, ma anche e soprattutto di liane e piante rampicanti ambientate prevalentemente nelle regioni tropicali. Prende il nome dal genere più famoso (Passiflora), il quale comprende diverse specie conosciute in Italia come piante ornamentali e nel mondo come piante da frutto (Passiflora edulis).
Le passifloracee sono piante provviste di nettàri extrafloreali (ghiandole destinate alla produzione di nettare, ma situate presso le stipole). 
Il frutto è di solito una bacca oppure una capsula.

## Tassonomia
La famiglia comprende i seguenti generi:
- Adenia Forssk.
- Adenoa Arbo
- Afroqueta Thulin & Razafim.
- Ancistrothyrsus Harms
- Androsiphonia Stapf
- Arboa Thulin & Razafim.
- Barteria Hook.f.
- Basananthe Peyr.
- Crossostemma Planch. ex Benth.
- Deidamia Noronha ex Thouars
- Dilkea Mast.
- Efulensia C.H.Wright
- Erblichia Seem.
- Hyalocalyx Rolfe
- Loewia Urb.
- Malesherbia Ruiz & Pav.
- Mathurina Balf.f.
- Mitostemma Mast.
- Oxossia L.Rocha
- Paropsia Noronha ex Thouars
- Paropsiopsis Engl.
- Passiflora L.
- Pibiria Maas
- Piriqueta Aubl.
- Schlechterina Harms
- Stapfiella Gilg
- Streptopetalum Hochst.
- Tricliceras Thonn. ex DC.
- Turnera Plum. ex L.
- Viridivia J.H.Hemsl. & Verdc.

### Alcune specie

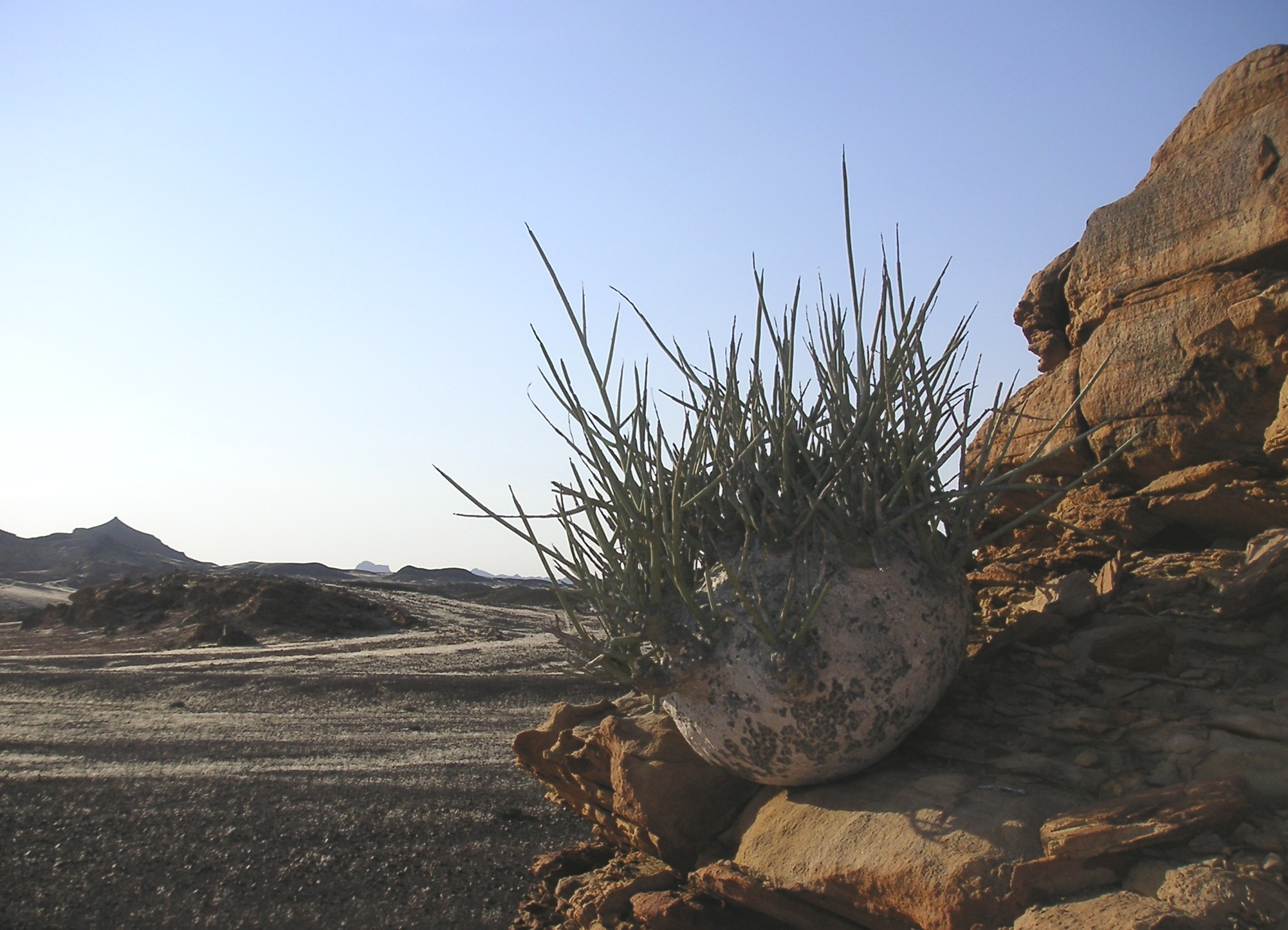
Adenia pechuelii
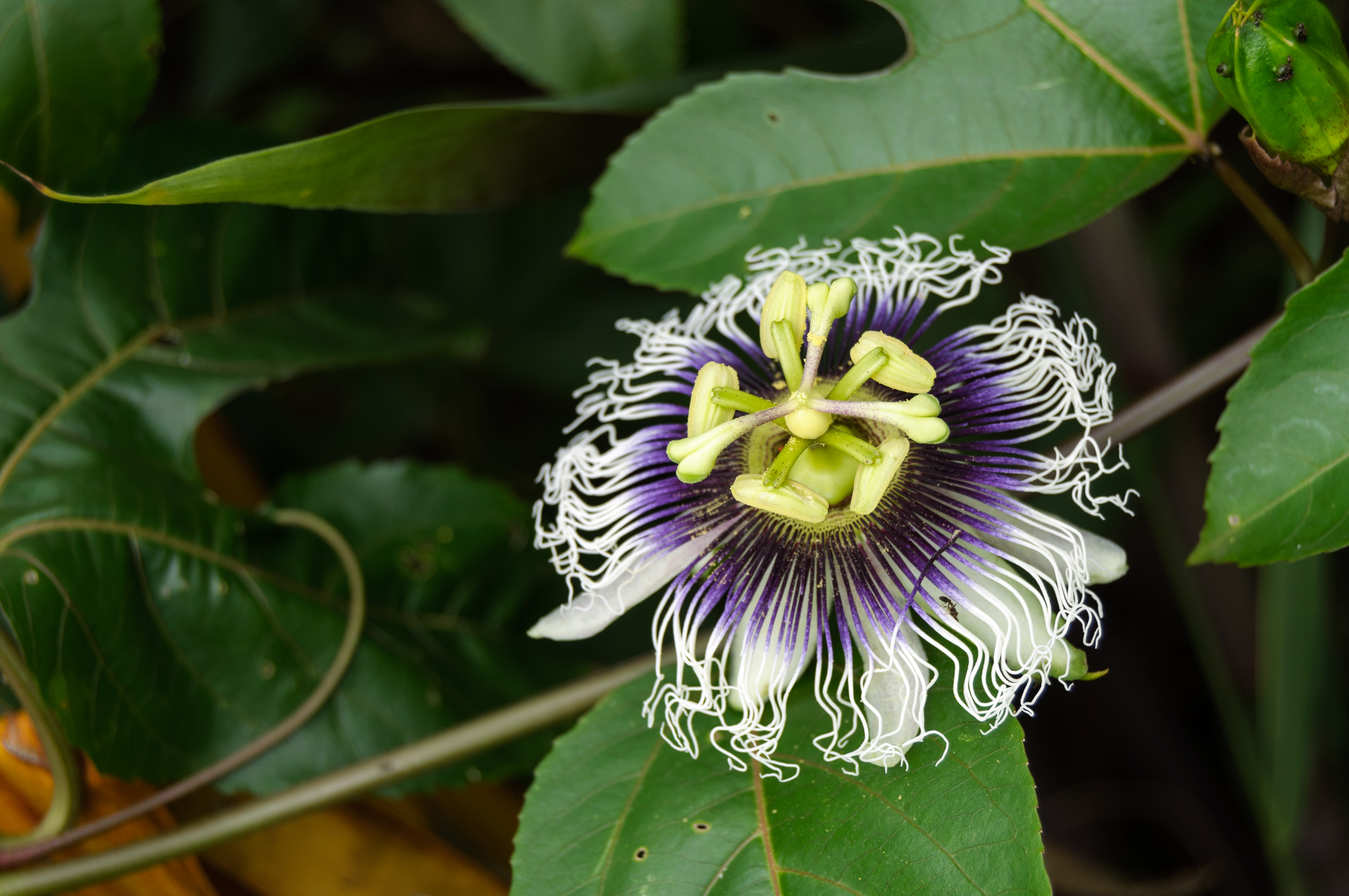
Passiflora edulis
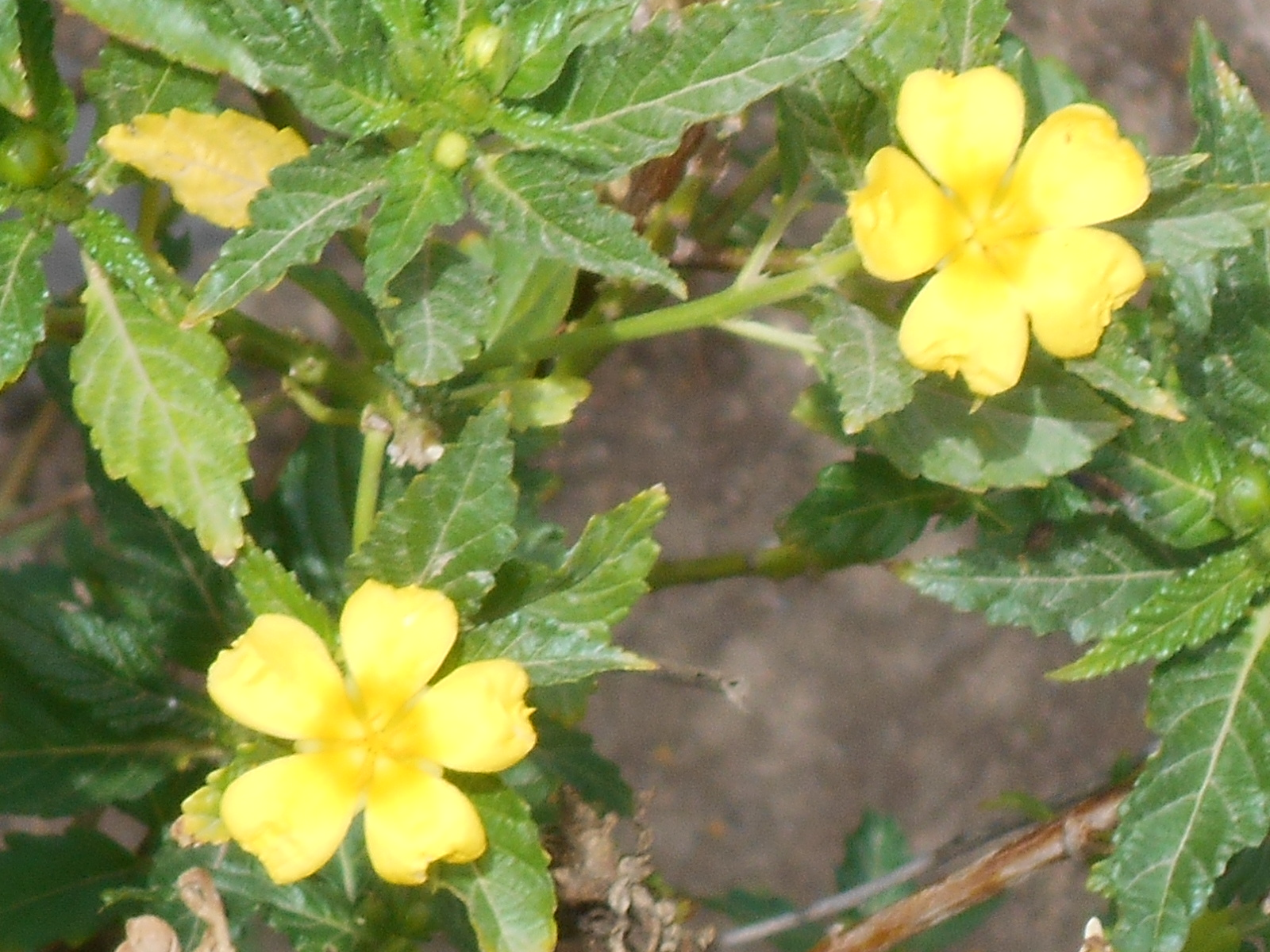
Turnera diffusa